# 서울독산초등학교
서울독산초등학교는 대한민국 서울특별시 금천구 독산동에 있는 공립 초등학교이다.

## 학교 연혁
- 1978년 4월 11일 개교식(40학급)
- 1980년 2월 14일 제1회 졸업식(680명)
- 1983년 3월 1일 116학급 편성
- 1983년 3월 1일 정심국민학교 분리
- 1983년 9월 1일 신흥국민학교 분리
- 1985년 9월 2일 두산국민학교 분리
- 1993년 3월 1일 문교국민학교 분리
- 2006년 9월 6일 도서관 리모델링 개관식
- 2011년 2월 17일 도담터(대강당) 개관식
- 2012년 3월 1일 병설유치원(2학급) 개원
- 2014년 3월 1일 제11회 김홍집 교장 취임
- 2014년 12월 28일 독산 오케스트라 제3회 정기연주회
- 2017년 3월 1일 서울형 혁신학교 지정

## 참고 자료
- 서울독산초등학교 - 한국교육학술정보원 학교알리미